# Евровизия 2019
Евровизия 2019 (на английски: Eurovision Song Contest 2019; на френски: Concours Eurovision de la chanson 2019) е 64-то ежегодно издание на едноименния песенен конкурс.

## История
Провежда се през май 2019 г. в Тел Авив, Израел, след като Нета Барзилай спечели с песента „Toy“ с 529 точки за Израел през 2018 г. в Лисабон, Португалия. Това е четвърта победа за Израел на песенния конкурс (след 1978 г., 1979 г. и 1998 г.). Израелският телевизионен оператор: Израелската обществена телевизия (IPBC) е натоварена с домакинството на конкурса. Израел е домакин на песенния конкурс за трети път (след 1979 г. и 1999 г.). Конкурсът се състои от два полуфинала на 14 май и 16 май и Големият финал на 18 май 2019 г. Трите шоута се провеждат в Конгресния център в Тел Авив, също познат и като „Експо Тел Авив“, с приблизително 11 000 места. Конгресният център се състои от два павилиона. Сцената на конкурса е разположена в Павилион 2 където има пространство за около 9500 зрители, а в Павилион 1 е зелената стая където могат да се съберат около 1500 зрители.
На 7 ноември 2018 г. Европейският съюз за радио и телевизия (ЕСРТ) обябява, че 42 страни ще вземат участие на песенния конкурс през 2019 г., като България се оттегля поради финансови причини. На 27 февруари 2019 г. Украйна обявява своето оттегляне от песенния конкурс, което намалява броя на участващите страни на 41. На 6 март 2019 г. Европейският съюз за радио и телевизия (ЕСРТ) потвърждава, че Северна Македония ще участва за първи път под новото си име, вместо като Бивша Югославска Република Македония, което страната използва още от първото си участие през 1998 г.
На песенния конкурс през 2019 г. представянето на резултата от гласуването на зрителите по време на финала е леко променено за първи път от въвеждането на настоящата система за представяне на гласовете през 2016 г. Начинът на представяне на точките от журито остава същият, като говорител на живо във всяка участваща страна разкрива песента на националното им жури, която получава максималните 12 точки. При промяна от предишни години вотът на зрителите се обябява в реда на класирането на държавите от резултатите на журитата – т.е. страната с най-нисък резултат от журитата ще чуе своя резултат първа, а страната с най-големия резултат от журитата – последна.
Грешка белязва гласуването на тазгодишното издание на песенния конкурс. Неправомерното преброяване на гласовете на журито от беларуската делегация накара телевизионните резултати да бъдат изменени три дни по-късно. Несъответствието не е достатъчно голямо, за да промени реда на първоначално обявения топ 4 в крайния резултат, който съчетава гласуването на журитата и гласуването на зрителите, но тази актуализация показва, че Северна Македония е новият победител на журитата вместо Швеция като бе показано по време на финала, а също и незначителни промени в долните позиции.
Победител става нидерандския изпълнител Дънкан Лорънс с песента „Arcade“ с 498 точки. Това е пета победа за Нидерландия (след 1957 г., 1959 г., 1969 г. и 1975 г.). На второ място е Италия с 472 точки, на трето място остава Русия с 370 точки, а на четвърто място е Швейцария с 364 точки. Страната-домакин Израел е на 23-то място с 35 точки.

## Завръщащи се участници
- Серхат представя Сан Марино[14] за втори път, първият е през 2016 г., когато завършва на 12-о място в първия полуфинал с песента „I Didn't Know“ с 68 точки в Стокхолм, Швеция. На тазгодишното издание, той се класира на финал, след като на полуфинала завършва на 8-о място със 150 точки. На финала той остава на 19-о място със 77 точки.
- Друг участник от 2016 г. също се качва на сцената на песенния конкурс отново тази година за втори път. Това е Сергей Лазарев от Русия.[15] На финала в Стокхолм, Швеция той печели зрителския вот, но накрая се класира на 3-то място с 491 точки. Тази година той отново отива на финал, след като на полуфинала се класира на 6-о място с 217 точки. На финала той за втори път заема 3-то място, този път с 370 точки.
- Тамара Тодевска представя Северна Македония[16] през 2008 г., заедно с Върчак и Адриан и песента „Let Me Love You“, която се класира на 10-о място и събира 64 точки на втория полуфинал, които са недостатъчни за класирането им на финала в Белград, Сърбия. Тамара също така е била на сцената на песенния конкурс още 2 пъти – през 2004 г. и 2014 г., като беквокалистка на македонските представители тогава. През 2019 г. тя изпява своя самостоятелната си песен „Proud“. Тази година е успешна за нея като се класира на финал, след като на полуфинала тя заема 2-ро място с 239 точки. На финала тя поставя най-доброто представяне за Северна Македония, като за първи път я класира в топ 10 и остава на 7-о място с 305 точки.
- Йоци Папай се завръща за Унгария,[17] след като печели националния финал „A Dal“ за втори път, като първият път, когато той представя страната си е през 2017 г., когато в Киев, Украйна изпълнява песента „Origo“ и се класира на 8-о място с 200 точки на финала. Този път той не успява да се класира на финал, тъй като на първия полуфинал той остава на 12-о място с 97 точки.
- Невена Бозович отново представя Сърбия, като преди е участвала на Детската Евровизия през 2007 г. с песента „Пиши ми“ и се класира на 3-то място със 120 точки. Невена също е била и на сцената на песенния конкурс за възрастни през 2013 г. като част от групата „Moje 3“ и песента „Љубав је свуда“ която се класира на 11-о място с 46 точки на първия полуфинал, които са недостатъчни за класиране на финал. През 2019 г. тя представи своя самостоятелна песен – „Круна“. Тя се класира на финал, след като на полуфинала завършва на 7-о място със 156 точки. На финала остава на 18-о място с 89 точки.
- Зена е една от ко-водещите на Детската Евровизия през ноември 2018 г., която се проведе в Минск, Беларус. Сега, след като печели националния финал на страната си, Зена представя Беларус с песента „Like It“. Тя отива на финал, след като на полуфинала завършва на 10-о място със 122 точки. На финала тя се класира на 24-то място с 31 точки.

## Българско участие
Въпреки потвърждаването за предварително участие в песенния конкурс през 2019 г., БНТ обявява на 13 октомври 2018 г., че много от членовете на делегациите се движат по други проекти, а на 15 октомври 2018 г. е обявено, че страната се оттегля от конкурса поради финансови затруднения.

## Полуфинали

### Първи полуфинал – 14 май
17 страни участват на този полуфинал. Израел, Испания и Франция също се включат в гласуването. Украйна първоначално е разпределена за участие във втората половина на първия полуфинал, но по-късно се оттегля от участие в песенния конкурс поради противоречия и затруднения в националната селекция за избор на представител и песен. Страните на цветен фон се класират на финала на конкурса.
| №  | Страна     | Език               | Изпълнител/и             | Песен                            | Превод                 | Точки | Място |
| -- | ---------- | ------------------ | ------------------------ | -------------------------------- | ---------------------- | ----- | ----- |
| 01 | Кипър      | английски          | Тамта Годуадзе           | „Replay“                         | „Преиграване“          | 149   | 9     |
| 02 | Черна гора | английски          | „Ди Мол“                 | „Heaven“                         | „Рай“                  | 46    | 16    |
| 03 | Финландия  | английски          | Даруд и Себастиян Рейман | „Look Away“                      | „Погледни надалеч“     | 23    | 17    |
| 04 | Полша      | английски, полски  | „Тулия“                  | „Pali się“                       | „Те изгарят“           | 120   | 11    |
| 05 | Словения   | словенски          | Зала Крал и Гаспер Шантл | „Sebi“                           | „Сам“                  | 167   | 6     |
| 06 | Чехия      | английски          | „Лейк Малауи“            | „Friend of a Friend“             | „Приятел на приятел“   | 242   | 2     |
| 07 | Унгария    | унгарски           | Йоци Папай               | „Az én apám“                     | „Моят баща“            | 97    | 12    |
| 08 | Беларус    | английски          | ЗЕНА                     | „Like It“                        | „Харесай го“           | 122   | 10    |
| 09 | Сърбия     | английски, сръбски | Невена Божович           | „Круна“                          | „Корона“               | 156   | 7     |
| 10 | Белгия     | английски          | Елиот Васамийе           | „Wake up“                        | „Събуди се“            | 70    | 13    |
| 11 | Грузия     | грузински          | Ото Немсадже             | „სულ წინ იარე“ („Сул тцин иаре“) | „Давай сега“           | 62    | 14    |
| 12 | Австралия  | английски          | Кейт Милър-Хайдки        | „Zero Gravity“                   | „Нулева гравитация“    | 261   | 1     |
| 13 | Исландия   | исландски          | „Хатари“                 | „Hatrið mun sigra“               | „Омразата ще надделее“ | 221   | 3     |
| 14 | Естония    | английски          | Виктор Кроун             | „Storm“                          | „Буря“                 | 198   | 4     |
| 15 | Португалия | португалски        | Конан Осирис             | „Telemóveis“                     | „Мобилни телефони“     | 51    | 15    |
| 16 | Гърция     | английски          | Катерин Дуска            | „Better Love“                    | „По-добра любов“       | 185   | 5     |
| 17 | Сан Марино | английски1         | Серхат                   | „Say Na Na Na“                   | „Кажи На На На“        | 150   | 8     |

#### Разделени резултати на първия полуфинал
| Първи полуфинал | Първи полуфинал | Първи полуфинал | Първи полуфинал | Първи полуфинал |
| Място           | Жури            | Точки           | Зрители         | Точки           |
| --------------- | --------------- | --------------- | --------------- | --------------- |
| 1               | Чехия           | 157             | Исландия        | 151             |
| 2               | Гърция          | 131             | Австралия       | 140             |
| 3               | Австралия       | 121             | Естония         | 133             |
| 4               | Кипър           | 95              | Сан Марино      | 124             |
| 5               | Сърбия          | 91              | Словения        | 93              |
| 6               | Беларус         | 78              | Чехия           | 85              |
| 7               | Словения        | 74              | Сърбия          | 65              |
| 8               | Исландия        | 70              | Полша           | 60              |
| 9               | Унгария         | 65              | Гърция          | 54              |
| 10              | Естония         | 65              | Кипър           | 54              |
| 11              | Полша           | 60              | Беларус         | 44              |
| 12              | Белгия          | 50              | Португалия      | 43              |
| 13              | Черна гора      | 31              | Грузия          | 33              |
| 14              | Грузия          | 29              | Унгария         | 32              |
| 15              | Сан Марино      | 26              | Белгия          | 20              |
| 16              | Финландия       | 9               | Черна гора      | 15              |
| 17              | Португалия      | 8               | Финландия       | 14              |

### Втори полуфинал – 16 май
18 страни участват на този полуфинал. Великобритания, Германия и Италия също се включат в гласуването. Страните на цветен фон се класират на финала на конкурса.
| №  | Страна            | Език                               | Изпълнител/и          | Песен                | Превод                     | Точки | Място |
| -- | ----------------- | ---------------------------------- | --------------------- | -------------------- | -------------------------- | ----- | ----- |
| 01 | Армения           | английски                          | Сърбук                | „Walking Out“        | „Ходя навън“               | 49    | 16    |
| 02 | Ирландия          | английски                          | Сара Мактернън        | „22“                 | —                          | 16    | 18    |
| 03 | Молдова           | английски                          | Анна Одобеску         | „Stay“               | „Остани“                   | 85    | 12    |
| 04 | Швейцария         | английски                          | Лука Ханни            | „She Got Me“         | „Тя ме хвана“              | 232   | 4     |
| 05 | Латвия            | английски                          | „Карусел“             | „That Night“         | „Тази нощ“                 | 50    | 15    |
| 06 | Румъния           | английски                          | Естер Пеони           | „On a Sunday“        | „В неделя“                 | 71    | 13    |
| 07 | Дания             | английски, датски, немски, френски | Леонора Колмор Йепсен | „Love Is Forever“    | „Любовта е завинаги“       | 94    | 10    |
| 08 | Швеция            | английски                          | Джон Лундвик          | „Too Late for Love“  | „Твърде късно за любов“    | 238   | 3     |
| 09 | Австрия           | английски                          | Паенда                | „Limits“             | „Граници“                  | 21    | 17    |
| 10 | Хърватия          | английски, хърватски               | Роко Блажевич         | „The Dream“          | „Мечтата“                  | 64    | 14    |
| 11 | Малта             | английски                          | Микела Пач            | „Chameleon“          | „Хамелеон“                 | 157   | 8     |
| 12 | Литва             | английски                          | Юриюс Векленко        | „Run with the Lions“ | „Бягай с лъвовете“         | 93    | 11    |
| 13 | Русия             | английски                          | Сергей Лазарев        | „Scream“             | „Крещя“                    | 217   | 6     |
| 14 | Албания           | албански                           | Йонида Маличи         | „Ktheju tokës“       | „Върнете се към земята си“ | 96    | 9     |
| 15 | Норвегия          | английски, северносаамски          | „КЕииНО“              | „Spirit in the Sky“  | „Дух в небето“             | 210   | 7     |
| 16 | Нидерландия       | английски                          | Дънкан Лорънс         | „Arcade“             | „Аркада“                   | 280   | 1     |
| 17 | Северна Македония | английски                          | Тамара Тодевска       | „Proud“              | „Горд“                     | 239   | 2     |
| 18 | Азербайджан       | английски                          | Чингиз Мустафайев     | „Truth“              | „Истина“                   | 224   | 5     |

#### Разделени резултати на втория полуфинал
| Втори полуфинал | Втори полуфинал   | Втори полуфинал | Втори полуфинал   | Втори полуфинал |
| Място           | Жури              | Точки           | Зрители           | Точки           |
| --------------- | ----------------- | --------------- | ----------------- | --------------- |
| 1               | Северна Македония | 155             | Норвегия          | 170             |
| 2               | Швеция            | 150             | Нидерландия       | 140             |
| 3               | Нидерландия       | 140             | Швейцария         | 137             |
| 4               | Малта             | 107             | Русия             | 124             |
| 5               | Азербайджан       | 103             | Азербайджан       | 121             |
| 6               | Швейцария         | 95              | Швеция            | 88              |
| 7               | Русия             | 93              | Северна Македония | 84              |
| 8               | Молдова           | 58              | Литва             | 77              |
| 9               | Дания             | 53              | Албания           | 58              |
| 10              | Румъния           | 47              | Малта             | 50              |
| 11              | Норвегия          | 40              | Дания             | 41              |
| 12              | Албания           | 38              | Хърватия          | 38              |
| 13              | Латвия            | 37              | Молдова           | 27              |
| 14              | Армения           | 26              | Румъния           | 24              |
| 15              | Хърватия          | 26              | Армения           | 23              |
| 16              | Австрия           | 21              | Латвия            | 13              |
| 17              | Литва             | 16              | Ирландия          | 3               |
| 18              | Ирландия          | 13              | Австрия           | 0               |

## Финал – 18 май
Финалисти са 10-те победителя от първия и втория полуфинал, Голямата петорка (Великобритания, Германия, Испания, Италия и Франция) и страната-домакин Израел.
| №  | Страна            | Език                               | Изпълнител/и             | Песен                | Превод                     | Точки | Място |
| -- | ----------------- | ---------------------------------- | ------------------------ | -------------------- | -------------------------- | ----- | ----- |
| 01 | Малта             | английски                          | Микела Пач               | „Chameleon“          | „Хамелеон“                 | 107   | 14    |
| 02 | Албания           | албански                           | Йонида Маличи            | „Ktheju tokës“       | „Върнете се към земята си“ | 90    | 17    |
| 03 | Чехия             | английски                          | „Лейк Малауи“            | „Friend of a Friend“ | „Приятел на приятел“       | 157   | 11    |
| 04 | Германия          | английски                          | „Систърс“                | „Sister“             | „Сестра“                   | 24    | 25    |
| 05 | Русия             | английски                          | Сергей Лазарев           | „Scream“             | „Крещя“                    | 370   | 3     |
| 06 | Дания             | английски, датски, немски, френски | Леонора                  | „Love Is Forever“    | „Любовта е завинаги“       | 120   | 12    |
| 07 | Сан Марино        | английски1                         | Серхат                   | „Say Na Na Na“       | „Кажи На На На“            | 77    | 19    |
| 08 | Северна Македония | английски                          | Тамара Тодевска          | „Proud“              | „Горд“                     | 305   | 7     |
| 09 | Швеция            | английски                          | Джон Лундвик             | „Too Late for Love“  | „Твърде късно за любов“    | 334   | 5     |
| 10 | Словения          | словенски                          | Зала Крал и Гаспер Шантл | „Sebi“               | „Сам“                      | 105   | 15    |
| 11 | Кипър             | английски                          | Тамта                    | „Replay“             | „Преиграване“              | 109   | 13    |
| 12 | Нидерландия       | английски                          | Дънкан Лорънс            | „Arcade“             | „Аркада“                   | 498   | 1     |
| 13 | Гърция            | английски                          | Катерин Дуска            | „Better Love“        | „По-добра любов“           | 74    | 21    |
| 14 | Израел (домакин)  | английски                          | Коби Марими              | „Home“               | „Дом“                      | 35    | 23    |
| 15 | Норвегия          | английски, северносаамски          | „КЕииНО“                 | „Spirit in the Sky“  | „Дух в небето“             | 331   | 6     |
| 16 | Великобритания    | английски                          | Майкъл Райс              | „Bigger than Us“     | „По-голям от нас“          | 11    | 26    |
| 17 | Исландия          | исландски                          | „Хатари“                 | „Hatrið mun sigra“   | „Омразата ще надделее“     | 232   | 10    |
| 18 | Естония           | английски                          | Виктор Кроун             | „Storm“              | „Буря“                     | 76    | 20    |
| 19 | Беларус           | английски                          | ЗЕНА                     | „Like It“            | „Харесай го“               | 31    | 24    |
| 20 | Азербайджан       | английски                          | Чингиз                   | „Truth“              | „Истина“                   | 302   | 8     |
| 21 | Франция           | английски, френски                 | Билал Хасани             | „Roi“                | „Цар“                      | 105   | 16    |
| 22 | Италия            | арабски, италиански                | Махмуд                   | „Soldi“              | „Пари“                     | 472   | 2     |
| 23 | Сърбия            | английски, сръбски                 | Невена Бозович           | „Круна“              | „Корона“                   | 89    | 18    |
| 24 | Швейцария         | английски                          | Лука Ханни               | „She Got Me“         | „Тя ме хвана“              | 364   | 4     |
| 25 | Австралия         | английски                          | Кейт Милър-Хайдки        | „Zero Gravity“       | „Нулева гравитация“        | 284   | 9     |
| 26 | Испания           | испански                           | Мики                     | „La Venda“           | „Продажбата“               | 54    | 22    |

### Разделени резултати на финала
| Финал | Финал             | Финал | Финал             | Финал |
| Място | Жури              | Точки | Зрители           | Точки |
| ----- | ----------------- | ----- | ----------------- | ----- |
| 1     | Северна Македония | 247   | Норвегия          | 291   |
| 2     | Швеция            | 241   | Нидерландия       | 261   |
| 3     | Нидерландия       | 237   | Италия            | 253   |
| 4     | Италия            | 219   | Русия             | 244   |
| 5     | Азербайджан       | 202   | Швейцария         | 212   |
| 6     | Австралия         | 153   | Исландия          | 186   |
| 7     | Швейцария         | 152   | Австралия         | 131   |
| 8     | Чехия             | 150   | Азербайджан       | 100   |
| 9     | Русия             | 126   | Швеция            | 93    |
| 10    | Малта             | 87    | Сан Марино        | 65    |
| 11    | Кипър             | 77    | Словения          | 59    |
| 12    | Дания             | 69    | Северна Македония | 58    |
| 13    | Франция           | 67    | Сърбия            | 54    |
| 14    | Гърция            | 50    | Испания           | 53    |
| 15    | Словения          | 46    | Дания             | 51    |
| 16    | Исландия          | 46    | Естония           | 48    |
| 17    | Албания           | 43    | Албания           | 47    |
| 18    | Норвегия          | 40    | Франция           | 38    |
| 19    | Сърбия            | 35    | Израел            | 35    |
| 20    | Естония           | 28    | Кипър             | 32    |
| 21    | Германия          | 24    | Гърция            | 24    |
| 22    | Беларус           | 18    | Малта             | 20    |
| 23    | Сан Марино        | 12    | Беларус           | 13    |
| 24    | Великобритания    | 8     | Чехия             | 7     |
| 25    | Испания           | 1     | Великобритания    | 3     |
| 26    | Израел            | 0     | Германия          | 0     |